# Kernkraftwerk Isar
Das Kernkraftwerk Isar (Abkürzung KKI), auch nur Ohu I bzw. II liegt in Niederbayern, 14 Kilometer flussabwärts der Isar von Landshut auf dem Gebiet des Marktes Essenbach (Gemarkung Ohu).
Auf dem Werksgelände des Kraftwerks befinden sich zwei bautechnisch völlig unterschiedliche Reaktoren: Block 1 ist ein Siedewasserreaktor, Block 2 ein Druckwasserreaktor. Von März 2011 bis 15. April 2023 war nur noch Block 2 in Betrieb; für Block 1 wurde der Rückbau beantragt und 2017 genehmigt. Für Block 2 wurde der Rückbau beantragt und am 21. März 2024 genehmigt.
Ursprünglich sollte das KKW mit Ablauf des Jahres 2022 vom Netz gehen (siehe Atomausstieg); angesichts der weltweiten Energiekrise 2021–23 wurde allerdings 2022 vor dem Hintergrund der Versorgungssicherheit das Atomgesetz in Deutschland noch ein Mal geändert, sodass Block 2 des KKWs zusammen mit dem KKW Emsland und Block 2 des KKW Neckarwestheim noch bis zum 15. April 2023 im sogenannten Streckbetrieb blieb. Nach Angaben des Betreibers wurde mit 400 Mrd. kWh erzeugten Stroms am 11. November 2022 ein internationaler Leistungsrekord erreicht. Der Leistungsbetrieb wurde am 15. April 2023 um 23:52 Uhr beendet. Die Genehmigung zum Rückbau wurde am 21. März 2024 erteilt.
Block 2, oder Isar 2 war der leistungsstärkste deutsche Reaktor und bis zu seiner Abschaltung einer der leistungsstärksten Reaktorblöcke der Welt.

## Geschichte

### Allgemeines
Auf dem Gelände befand sich von 1973 bis 1974 das Kernkraftwerk Niederaichbach, das anschließend vollständig rückgebaut wurde.
Block 1 des Kernkraftwerks (Isar 1) gehört zu 100 % und Block 2 (Isar 2) zu 75 % der PreussenElektra GmbH. Ein 25-%-Anteil an Isar 2 gehört den Stadtwerken München.
Am 1. Juli 2016 wurde E.ON Kernkraft als Folge der Aufspaltung des E.ON-Konzerns in eine neue Energiewelt und eine konventionelle Energiewelt in Preussenelektra umbenannt.

### KKI 1
Block 1 („OHU I“) ist nahezu baugleich mit drei anderen deutschen Kernkraftwerken, nämlich Kernkraftwerk Brunsbüttel (bei Hamburg), Kernkraftwerk Philippsburg Block 1 und Kernkraftwerk Krümmel, sowie mit dem österreichischen Kernkraftwerk Zwentendorf, das nach einer Volksabstimmung nie in Betrieb ging.
Zum ersten Mal kritisch wurde Isar 1 am 20. November 1977, zum ersten Mal mit dem Netz synchronisiert am 3. Dezember 1977 und in Betrieb genommen am 21. März 1979.
Gemäß dem deutschen Atomkonsens vom Juni 2000 sollte das KKW bis 2011 stillgelegt werden. Die im Oktober 2010 beschlossene Novellierung des Atomgesetzes erlaubte jedoch eine Laufzeitverlängerung um acht Jahre; demnach wäre ein Betrieb also bis 2019 rechtlich zulässig gewesen. Gemäß Atom-Moratorium der Bundesregierung wurde das Kraftwerk am 17. März 2011 durch eine Anordnung des bayerischen Staatsministeriums für Umwelt nach § 19 AtG (Gefahr im Verzug) heruntergefahren. Nach der neuerlichen Novelle des Atomgesetzes, der der Bundesrat am 6. Juli 2011 zustimmte (Atomausstieg / Energiewende), blieb das Kraftwerk für immer vom Netz.
Die Landtagsfraktion der Grünen (Bayern) veröffentlichte 2009 ein Gutachten, das die Reaktorsicherheit von Isar 1 kritisch sieht. Die CSU Landshut sowie die oberösterreichische Landesregierung forderten im Jahr 2010 in einer Resolution die Abschaltung von Isar 1. Der Betreiber E.ON gab im September 2010 an, seit Inbetriebsetzung 800 Millionen Euro für Modernisierungsmaßnahmen investiert zu haben. Nach dem Beginn der Nuklearkatastrophe von Fukushima wurde angekündigt, Block 1 am 15. März 2011 für Sicherheitsprüfungen vorübergehend herunterzufahren. Am 16. März teilten die Betreiber mit, dass das Kraftwerk nicht abgeschaltet, sondern die Leistung auf 15 % der Volllast reduziert wurde. Man hoffe, nach dem dreimonatigen Moratorium wieder den Normalbetrieb aufnehmen zu können. Am 17. März ordnete das Bayerische Umweltministerium an, dass Isar 1 ganz herunterzufahren sei. Am selben Tag um 16 Uhr wurde das Kernkraftwerk vom Netz genommen. Nach dem Herunterfahren der Anlage am 17. März 2011 und der Abschaltung des Reaktors über elektrisches Einfahren der Steuerstäbe wurde über das Kriterium „zu niedriger Füllstand im Reaktordruckbehälter“  eine Reaktorschnellabschaltung ausgelöst. Der Vorfall hatte keine sicherheitstechnische Bedeutung und wurde am 22. März 2011 bekanntgegeben. Ende Mai 2011 wurde von den Umweltministern der Länder und des Bundes beschlossen, den Block 1 dauerhaft stillzulegen. Mit Beschluss der Bundesregierung vom 30. Juni 2011 verlor der Block 1 die Berechtigung zum Leistungsbetrieb. Am 10. Mai 2012 wurde vom Betreiber E.ON der Rückbau des Kraftwerks beantragt. Der Reaktor befindet sich in der sogenannten Nachbetriebsphase.

### KKI 2

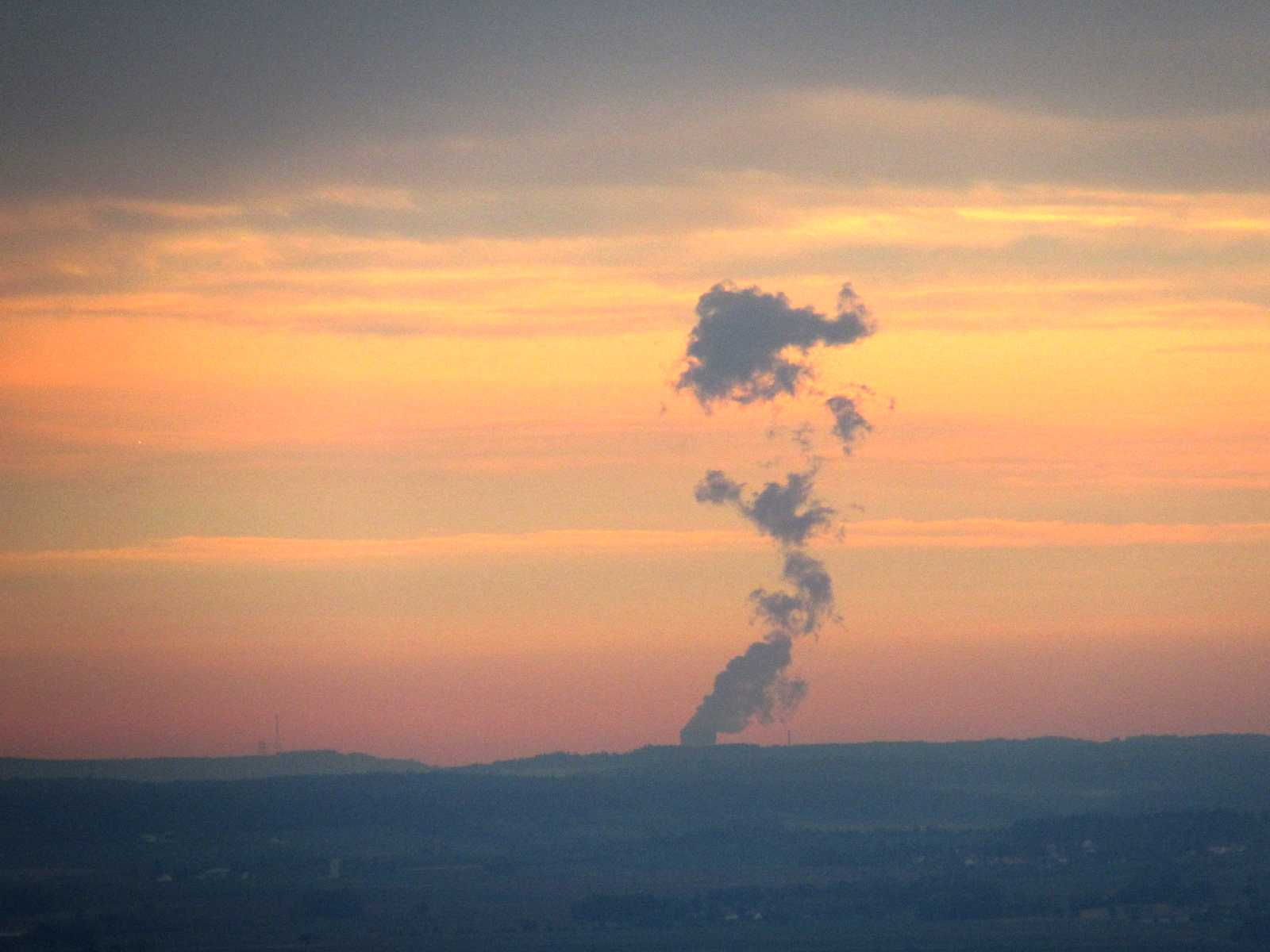
Kühlturmspitze und Kühldampf, 2015 aus ca. 60 km Entfernung von Nordosten aufgenommen

Isar 2 bzw. OHU II besteht aus einem Druckwasserreaktor der Bauart Konvoi und wurde am 15. Januar 1988 zum ersten Mal kritisch. Der Block wurde am 22. Januar 1988 zum ersten Mal mit dem Netz synchronisiert und am 9. April 1988 in Betrieb genommen.
Der Block Isar 2 war in den Jahren 1994, 1999 bis 2004, 2006, 2011 und 2013 bezüglich der produzierten Gesamtenergiemenge der Kernkraftwerksblock mit der höchsten Jahresproduktion weltweit. Zwei Jahre nach Inbetriebnahme war Isar 2 der Block mit der weltweit fünftgrößten Jahresproduktion und seither, mit Ausnahme des Jahres 1992, stets unter den ersten fünf.
Die Laufzeitverlängerung für die deutschen Kernkraftwerke im Herbst 2010 sah die Abschaltung für 2034 vor.
Entsprechend der neuen Beschlüsse der Regierungskoalition zum beschleunigten deutschen Atomausstieg nach der Nuklearkatastrophe von Fukushima ging der Block früher vom Netz. Das 2011 novellierte Atomgesetz legt fest, dass Isar 2 spätestens am 31. Dezember 2022 seine Betriebsgenehmigung verliert, also abgeschaltet werden muss (§ 7 Abs. 1a AtG). Eine frühere Abschaltung kann sich ergeben, wenn die Reststrommenge von 231,21 TWh ab 1. Januar 2000 erzeugt ist (Anlage 3 AtG) und keine Elektrizitätsmengen auf Isar 2 übertragen werden.
Block 2 überschritt 2018 als drittes Kernkraftwerk weltweit die 350-Milliarden-Kilowattstunden-Marke.

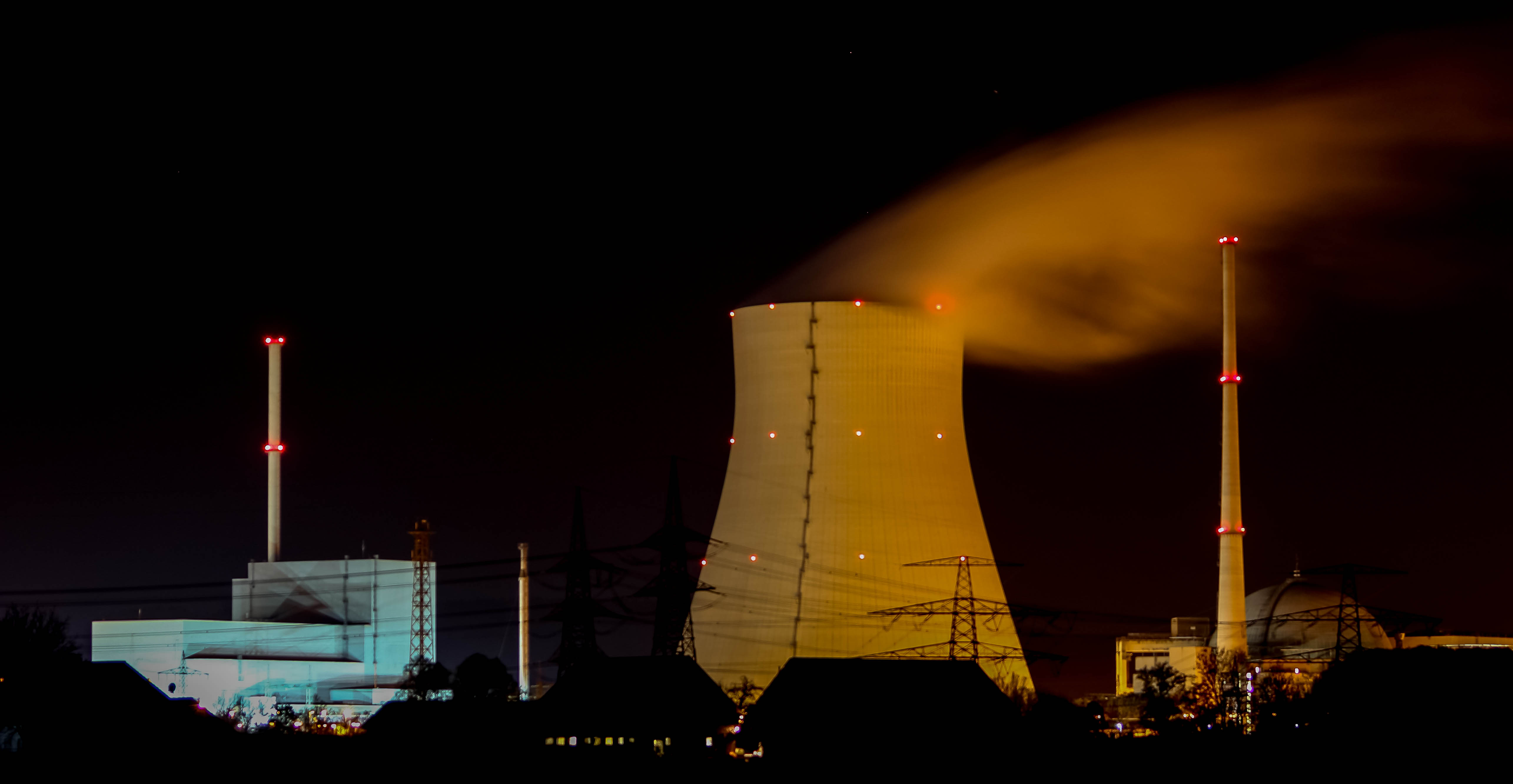
Block 1 und 2

Da die gesetzliche Reststrommenge bis Mitte 2020 aufgebraucht gewesen wäre, verhandelten PreussenElektra und SWM mit Vattenfall und RWE Power über den Zukauf weiterer Strommengen aus den stillgelegten Kernkraftwerken Krümmel, Brunsbüttel und Mülheim-Kärlich.
Nach dem russischen Überfall auf die Ukraine wurde diskutiert, die Laufzeit zu verlängern, um unabhängiger von russischen Gasimporten zu werden. So forderte Markus Söder, wegen der stark gestiegenen Energiepreise und der drohenden Energiekrise, Isar 2 mindestens so lange zu betreiben, bis der Kernbrennstoff in den Brennelementen komplett genutzt ist, bis Mitte 2023.
Bundeskanzler Olaf Scholz entschied im Oktober 2022 per Richtlinienkompetenz, das Kraftwerk länger zu betreiben, bis April 2023.
Am 26. September 2022 informierte der Betreiber PreussenElektra auf seiner Website die Öffentlichkeit über eine „Druckhalterventilleckage“. Zur Absicherung eines Weiterbetriebs von Isar 2 (KKI 2) müsste ein Kurzstillstand durchgeführt werden, um unter anderem die innere Leckagen an Vorsteuerventilen der Druckhalter-Sicherheitsventile beheben zu können. Die Wartung sei nur möglich, wenn der Reaktor abgeschaltet und drucklos ist. Der Reaktor ging nach Wartungsarbeiten am 29. Oktober 2022 wieder ans Netz.
Mit Ablauf des 15. April 2023 wurde der Reaktor zusammen mit den zwei anderen verbleibenden Kernreaktoren in Deutschland stillgelegt.

## Technische Daten
Das Kernkraftwerk Isar hat insgesamt zwei Blöcke. Mit insgesamt etwa 19.051 GWh im Jahr 2007 erzeugte das Kraftwerk etwa drei Prozent der 2007 in Deutschland erzeugten elektrischen Energie. Auf dem Gelände befinden sich außerdem ein Informationszentrum, ein Standortzwischenlager und eine eigenständige Werkfeuerwehr. Block 2 ist mit einer elektrischen Bruttoleistung von 1.485 MW der leistungsstärkste Kernreaktor Deutschlands.
In der Nähe von Block 1 des Kernkraftwerks liegt das Wasserkraftwerk Niederaichbach. Bei einem Ausfall der beiden Anbindungen an das Netz (380-kV- und 110-kV-Ersatzversorgung) und des Generators eines der beiden Blöcke kann das Wasserkraftwerk vom Netz getrennt werden und über eine Direktverbindung als zusätzliche Notstromversorgung der beiden Kernkraftwerke dienen.
| Reaktorblock   | Reaktordetails | Reaktordetails  | Leistung [MW] | Leistung [MW] | Leistung [MW] | Baubeginn     | Netz- synchronisation | kommerzieller Betrieb           | Anmerkungen |
| Reaktorblock   | Typ / Modell   | Hersteller      | netto         | brutto        | thermisch     | Baubeginn     | Netz- synchronisation | kommerzieller Betrieb           | Anmerkungen |
| -------------- | -------------- | --------------- | ------------- | ------------- | ------------- | ------------- | --------------------- | ------------------------------- | ----------- |
| Isar-1 (KKI 1) | SWR-69         | Kraftwerk Union | 878 MWe       | 912 MWe       | 2575 MWt      | 1. Mai 1972   | 3. Dez. 1977          | 21. März 1979 bis 17. März 2011 |             |
| Isar-2 (KKI 2) | Konvoi         | Kraftwerk Union | 1410 MWe      | 1485 MWe      | 3950 MWt      | 15. Sep. 1982 | 22. Jan. 1988         | 9. Apr. 1988 bis 15. April 2023 |             |

### Block 1

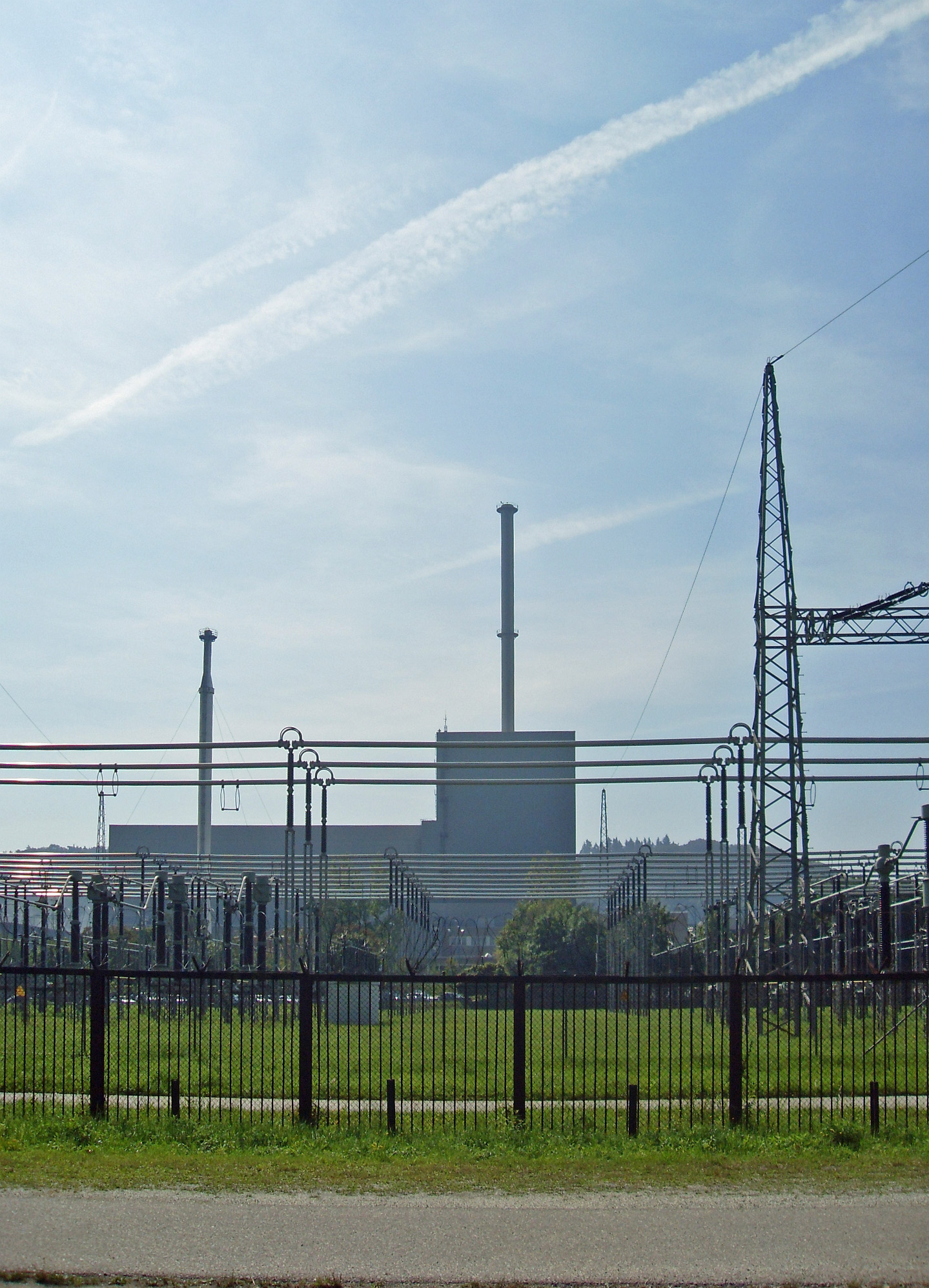
Kernkraftwerk Isar, Block 1

Block 1 ist mit einem Siedewasserreaktor der KWU-Baulinie '69 ausgestattet und besitzt eine elektrische Bruttoleistung von 912 MW und eine elektrische Nettoleistung von 878 MW. Die thermische Reaktorleistung beträgt 2.575 MW. Bis zur Stilllegung im Jahr 2011 speiste der Reaktorblock 198.270 GWh in das bayerische Netz ein. Durch den Wärmeaustausch am Turbinenkondensator (Frischwasserkühlung) wurde die Isar um maximal 2,5 Grad Celsius erwärmt. Eine weitere Kühlmöglichkeit waren Zellenkühler mit Zwangsbelüftung, die eingesetzt wurden, wenn die Wassertemperatur und/oder der Wasserstand der Isar nicht zur Kühlung ausreichten.
Im Block 1 wurden 592 Brennelemente mit je 91 bzw. 96 Brennstäben eingesetzt.

### Block 2

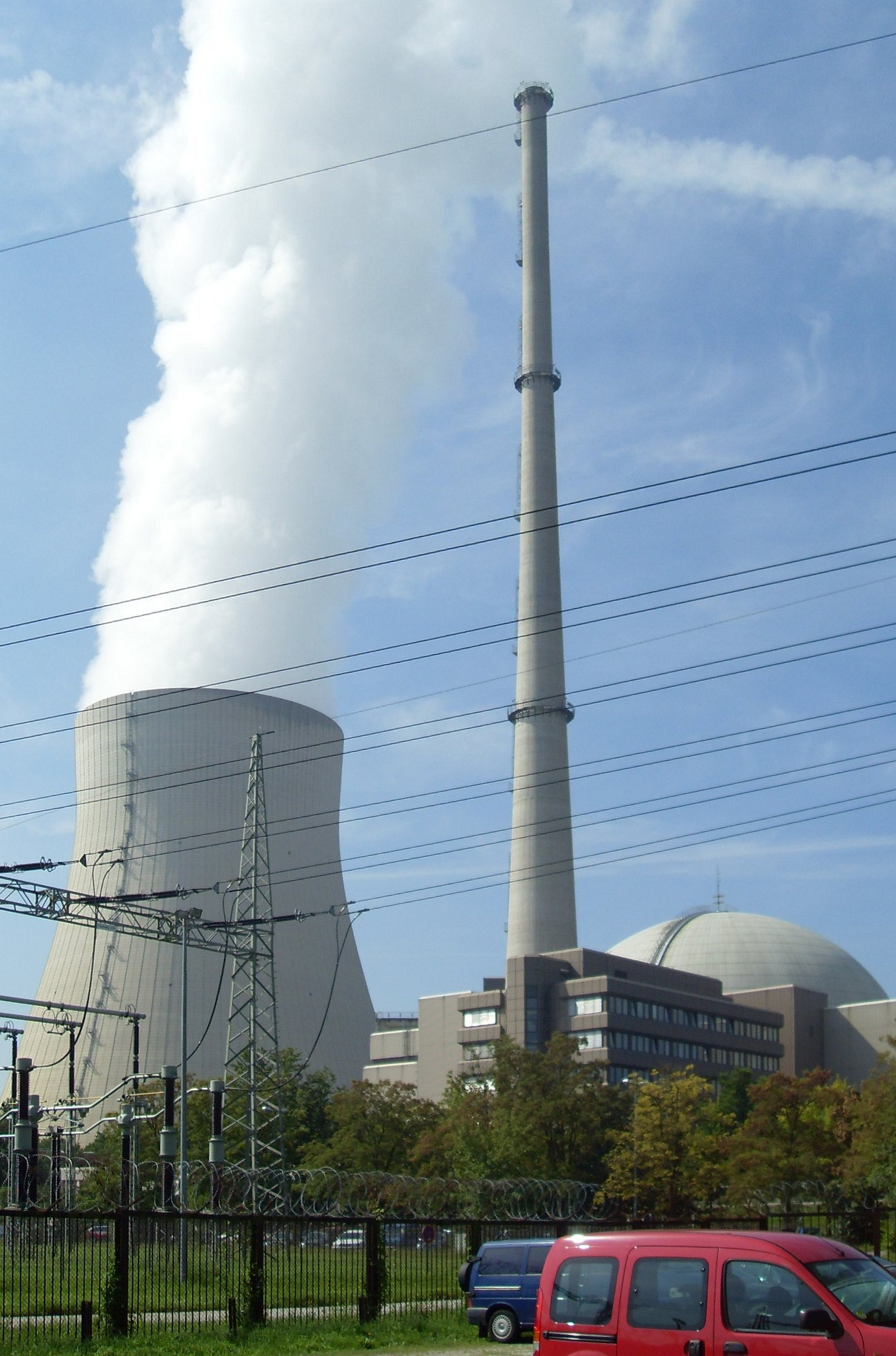
Kernkraftwerk Isar, Block 2

Block 2 war ein Druckwasserreaktor und besaß eine elektrische Bruttoleistung von 1.485 MW und eine elektrische Nettoleistung von 1.410 MW. Bei einer thermischen Reaktorleistung von 3.950 MW lag der Wirkungsgrad damit bei etwa 35 %. Zur Kühlung wurde ein Naturzug-Nasskühlturm mit einer Höhe von 165 m errichtet. Das Reaktorgebäude ist in Stahlbetonbauweise ausgeführt und hat eine Wandstärke von über einem Meter.
2016 betrug die Zeitverfügbarkeit ca. 96 Prozent. Die produzierte Strommenge betrug ca. 12.000 GWh, was etwa 12 Prozent der Stromerzeugung in Bayern entsprach.
Im Januar 2017 wurden zuletzt 36 Brennelemente (29. Brennelementewechsel) im Block 2 getauscht.

## Ereignisse

### Meldepflichtige Ereignisse
Stand 31. März 2016 kam es seit Inbetriebnahme zu 287 meldepflichtigen Ereignissen im Block 1 und 88 in Block 2.
Hierzu gehörten zum Beispiel:
- Block 1
  - 1978: Dampfausbruch wegen Rissen im Rohrleitungssystem; längerer Stillstand für Reparaturarbeiten[48]
  - 1988: An vier Ventilen werden leichte Beschädigungen durch Knallgasexplosionen festgestellt[49][50]
  - 1991: Instabilität führte zu einer Schnellabschaltung des Reaktors.[51][52][50]
  - 2003 und 2006: Aufgrund der Hitzewellen im August 2003 und im Juli 2006 musste die Leistung reduziert werden, um die Temperatur der Isar nicht über die zum Gewässerschutz festgelegte Temperatur von 25 °C steigen zu lassen, da die Zellenkühlanlage damals nur für etwa 60 % der Anlagenleistung ausgelegt war.[53]
  - Februar 2010: Zum Tausch zweier undichter Brennelemente wurde der Reaktor abgeschaltet, um einem Anstieg der Radioaktivität im Wasserkreislauf vorzubeugen.[46] Am 12. Februar ging der Reaktor wieder ans Netz.[54]
- Block 2
  - In den Jahren 1998 bis 2005 wurden 17 kleinere Betriebsabweichungen gemeldet.
  - Januar 2022: Aufgrund eines Lecks an einem Regelventil am Speisewassersystem im nicht-nuklearen Bereich wurde der Reaktor abgeschaltet.[55]

Stand 1. Mai 2015 gab es seit Inbetriebnahme im KKI keine meldepflichtigen Ereignisse mit erhöhten Radioaktivitätsabgaben.

### Weiterleitungsnachrichten
Seit dem Jahr 2001 gab es folgende Weiterleitungsnachrichten der Gesellschaft für Anlagen- und Reaktorsicherheit (GRS) das KKI betreffend:
- Isar 1
  - 2006/05: Temporäre Störung von Symphony-Baugruppen am 26. Januar 2005
  - 2006/08: Ausfälle von Drehstromschützen
  - 2010/06: Kontaktprobleme an Simulierschaltern auf Baugruppen des Typs XKU am 14. März 2008
  - 2011/01: Rissbefunde an den Reaktorwasserreinigungspumpen[58]
- Isar 2
  - keine

### Weitere Ereignisse
Am 30. März 1988 stürzte nur 2 km vor dem Kraftwerkskomplex südöstlich von Ohu ein französisches Mirage F1-Kampfflugzeug in einen Wald. Der Pilot kam dabei ums Leben und der Vorfall löste eine Diskussion über die Reaktorsicherheit bei Flugzeugabstürzen aus.

## Brennelemente-Zwischenlager (BELLA)

### Technische Daten

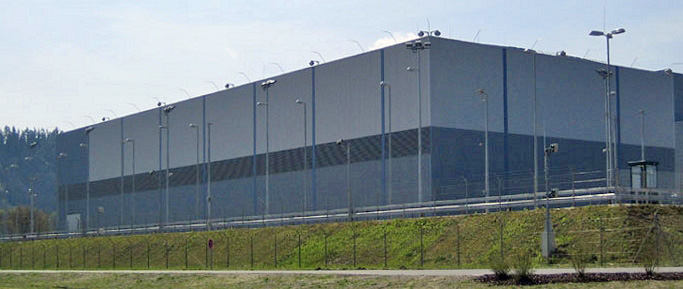
Brennelemente-Zwischenlager auf dem Gelände des KKI

Ein Zwischenlager für abgebrannte Kernbrennelemente mit einer max. Kapazität von 152 Behältern mit einer Schwermetallmasse von 1.500 Tonnen ist unter der Bezeichnung Brennelemente-Zwischenlager BELLA am Standort im März 2007 in Betrieb gegangen. Für das zweite Halbjahr 2016 war die Errichtung einer Sicherheitsmauer vorgesehen, die Arbeiten sollen im Gegensatz zu anderen deutschen Zwischenlagern im Jahr 2018 abgeschlossen worden sein. Seit 1. Januar 2019 ist die BGZ als neue Betreibergesellschaft für das nun Brennelemente-Zwischenlager Isar genannte Zwischenlager verantwortlich. Die Genehmigung nach dem Atomgesetz für die Aufbewahrung von Kernbrennstoffen ist auf 40 Jahre befristet, gerechnet ab Einlagerung des ersten Behälters.

### Inventar
Von den 152 genehmigten Behälterstellplätze sind Stand März 2023 88 Stellplätze belegt (26 CASTOR V/19, 43 CASTOR V/52 und 19 TN 24 E). Infolge des vorzeitigen Endes der Nutzung der Kernenergie werden voraussichtlich nur 124 Behälterplätze für abgebrannte Kernbrennelemente benötigt.
Das Brennelemente-Zwischenlager Isar ist aber auch für die Aufnahme von Wiederaufarbeitungsabfällen aus dem Ausland vorgesehen. 2015 einigte sich die Bayerische Staatsregierung mit dem Bundesumweltministerium auf die Rücknahme von sieben Castorbehältern mit radioaktivem Abfall aus der Wiederaufbereitungsanlage Sellafield, die im BELLA eingelagert werden sollen. Der Antrag auf Zwischenlagerung wurde am 29. September 2017 vom Energieversorger gestellt. Ein Antrag auf Beförderungsgenehmigung lag noch nicht vor. Eine neue Lösung für Rücknahme radioaktiver Abfälle aus Frankreich aus dem Jahr 2021 bestätigt, dass im Brennelemente-Zwischenlager Isar sieben Behälter mit hochradioaktiven Kokillen (aus Frankreich oder Sellafield) untergebracht werden sollen.

### Kritik
Gegen die Einlagerung der sieben Behälter regt sich Widerstand vor Ort. Der Bürgermeister der Gemeinde Niederaichbach hat am 25. Oktober 2018 eine Petition gegen die Einlagerung gestartet, die vom Landkreis Landshut unterstützt wird. Darin wird eine Einlagerung im Brennelemente-Zwischenlager Gorleben gefordert. Im März 2018 hatte die Gemeinde Niederaichbach beantragt, als Beteiligte zu dem Genehmigungsverfahren hinzugezogen zu werden. Den Antrag lehnte das Bundesamt für die Sicherheit der nuklearen Entsorgung (BASE) ab, ebenso den gegen die Ablehnung erhobenen Widerspruch.

## Rückbau Block 1

### Vorgehensweise
Für die Behandlung (Zerkleinerung, Dekontaminierung und Freimessung) der Abbruchmaterialien ist die Errichtung eines Reststoff-Bearbeitungszentrums im Maschinenhaus des KKI 1 vorgesehen. Mehrere hundert Brennstäbe befanden sich im Abklingbecken. 2020 konnten diese verpackt in Castor-Behältern ins BELLA verbracht werden. Der Block ist damit seit Oktober 2020 brennstofffrei.

### Ablauf
Die Stilllegung und der Abbau war von der PreussenElektra am 1. Mai 2012 beantragt worden. Am 17. März 2014 begann das Verfahren zur Umweltverträglichkeitsprüfung. Am 22. Juli folgte in Essenbach ein Erörterungstermin zu den Einwendungen. Als Termin für den Beginn des Rückbaus wurde das Jahr 2016 angestrebt.
Im Januar 2017 genehmigte das Bayerische Staatsministerium für Umwelt und Verbraucherschutz die Stilllegung und den Abbau. Von 28. Januar bis 10. Februar 2017 lagen die Genehmigungsunterlagen in den betroffenen Gemeinden zur Einsicht aus.
Der Rückbau wurde 2017 begonnen; er soll etwa 15 Jahre dauern. Der Rückbau begann im Maschinenhaus. Von außen sichtbar wird er etwa ab 2030 mit dem konventionellen Rückbau.
Gegen die Abrissgenehmigung hat der Bund Naturschutz geklagt. Am 11. Dezember 2018 wurde das Verfahren vor dem Verwaltungsgerichtshof in München eröffnet.

### Kosten
Es wird mit Kosten in Höhe von etwa zwei Milliarden Euro gerechnet.

### Kritik
Kritisiert wird der Beginn der Abrissarbeiten, solange noch Brennstäbe im Abklingbecken gelagert werden. Ebenso gibt es Kritik an den Grenzwerten für die Abgabe von radioaktiven Stoffen an Luft und Wasser während des Rückbaus sowie an den Plänen des Betreibers zur Lagerung der radioaktiven Abfälle aus dem Rückbau in einer Bereitstellungshalle.

## Wahrnehmung in der Öffentlichkeit
Am 24. Juli 2009 gab das Land Oberösterreich eine Pressekonferenz mit dem Thema „Risikoreaktor Isar gefährdet auch Oberösterreich – Neue Studie“. Landesrat Rudi Anschober stellte dort „eine aktuelle Studie über massive Sicherheitsprobleme bei grenznahem Atomkraftwerk“ vor, nämlich die Studie, die (im Auftrag der Grünen im Bayerischen Landtag) vom Institut „intac“ aus Hannover erstellt worden war.
In dem Pressetext heißt es:
„Immer wieder hat es seitens von Atomexperten Kritik am Sicherheitsstandard von Isar gegeben. Unter anderem wegen unzureichender Absicherung gegen Abstürze von Flugzeugen – Isar liegt in der unmittelbaren Nähe der Einflugschneise für den Flughafen München. Im Fall eines schweren Unfalls mit Radioaktivitätsaustritt wäre auch das in der Hauptwindrichtung liegende Oberösterreich akut betroffen. Umwelt-Landesrat Rudi Anschober arbeitet daher seit Jahren eng mit der deutschen Anti-Atombewegung zusammen, um den Druck für eine Stilllegung von Isar 1 zu verstärken. […] Insgesamt ist festzustellen:
Der Betrieb von Isar 1 stellt ein nicht vernachlässigbares Sicherheitsrisiko dar, und dieses Risiko ist aufgrund des Alters der Anlage auch größer als für in Betrieb befindliche Reaktoren neuerer Baulinien. Dass Risiko steigt mit zunehmenden Alter der Anlage weiter an, eine Laufzeitverlängerung ist deshalb sicherheitstechnisch nicht zu vertreten, vielmehr sollte eine vorzeitige Stilllegung ernsthaft geprüft werden.“ (Seite 5)